# 伊萬契采

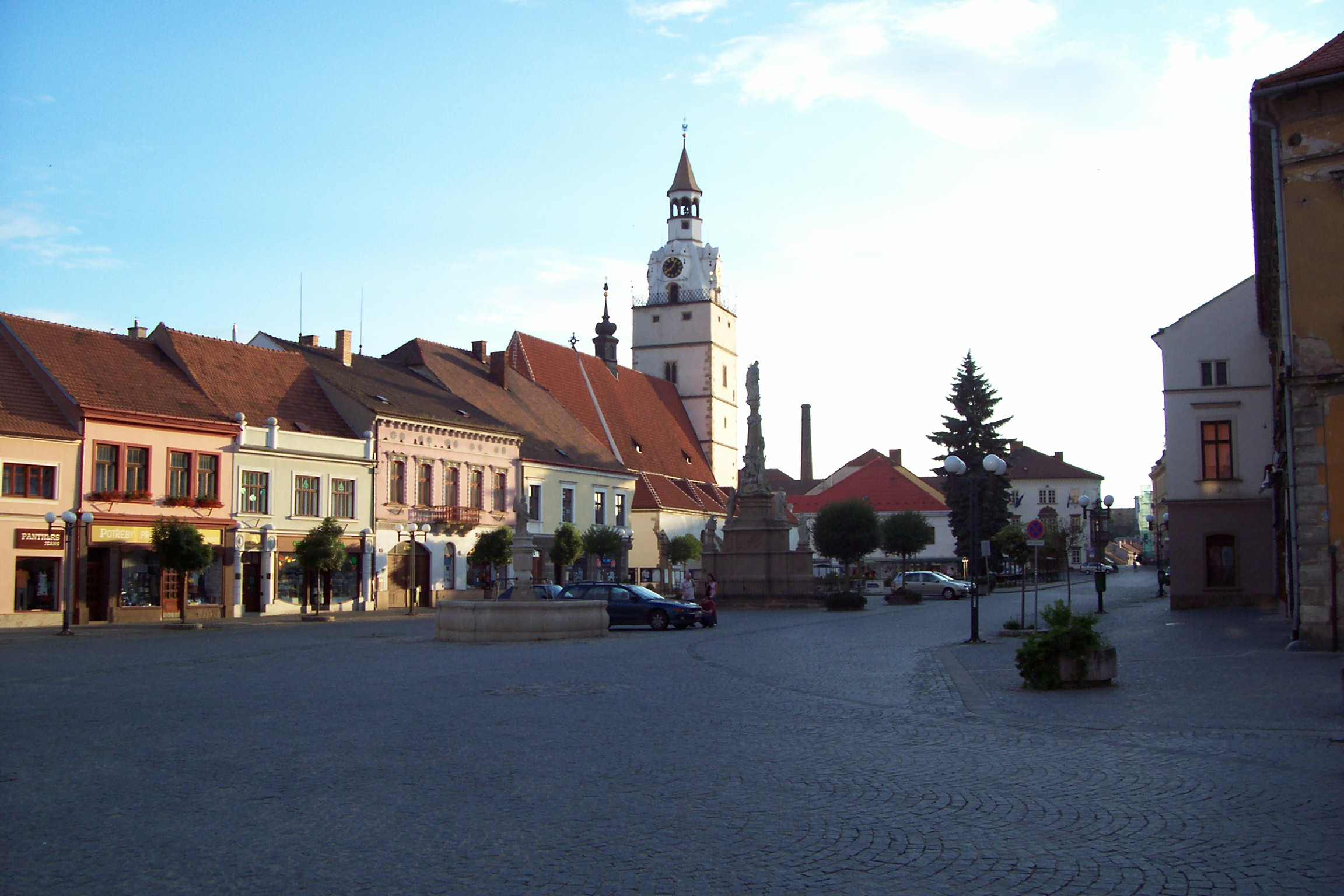

伊萬契采是捷克的城鎮，位於該國東南部，距離布爾諾21公里，由南摩拉維亞州負責管轄，始建於十三世紀前期，面積47.57平方公里，海拔高度210米，2012年人口為9,555。

## 友好城市
- 法國 苏瓦约

## 外部連結
- Municipal website